# Leopold Linhart
Leopold Linhart (* 29. Juli 1914 in Wien; † 5. Dezember 1974 in Wien) war ein österreichischer Eiskunstläufer und Eiskunstlauftrainer.

## Leben
Leopold Linhart war gelernter Schneider und hatte bis in die 1960er-Jahre eine kleine Werkstatt in Wien. Durch sein frühes Interesse für den Eislaufsport, wurde dieser auch die Basis für sein späteres Leben.
Bei den österreichischen Meisterschaften wurde Linhart in den Jahren 1934 und 1935 Dritter und 1936 und 1937 Zweiter. Er stand im Schatten seiner sehr erfolgreichen Landsleute Karl Schäfer und Felix Kaspar. Linhart nahm an drei Europameisterschaften teil, 1934 in Seefeld erreichte er mit dem vierten Platz hinter Schäfer und den beiden Ungarn Dénes Pataky und Elemér Terták sein bestes Ergebnis. Er platzierte sich dabei noch einen Platz vor Erich Erdös, der bei den österreichischen Meisterschaften noch vor ihm gewesen war. Bei der Europameisterschaft 1935 wurde er Achter und 1937 Sechster. In den Jahren 1936 und 1937 nahm Linhart auch an Weltmeisterschaften teil. 1936 in Paris wurde er Siebter und 1937 in Wien Sechster. Bei seinen einzigen Olympischen Spielen belegte er 1936 in Garmisch-Partenkirchen den elften Platz.
Nach dem Ende seiner Karriere als aktiver Sportler konnte Linhart in den 1950er-Jahren in der Schweiz als professioneller Sportler und Trainer seine Fähigkeiten zum Lebensunterhalt nutzen. Danach war er im Bereich des Wiener Eislaufsports als Trainer tätig. Dabei trainierte er die Olympiasiegerin, Welt- und Europameisterin Trixi Schuba bis zu ihrem Olympiasieg 1972 in Sapporo.
Aufgrund einer schweren Erkrankung verstarb er am 5. Dezember 1974 in Wien, bei seinem Begräbnis am 31. Dezember 1974 am Wiener Zentralfriedhof war ein Großteil der Wiener „Eislauf-Community“ anwesend.

## Ergebnisse
| Wettbewerb / Jahr               | 1934 | 1935 | 1936 | 1937 |
| ------------------------------- | ---- | ---- | ---- | ---- |
| Olympische Winterspiele         |      |      | 11.  |      |
| Weltmeisterschaften             |      |      | 7.   | 6.   |
| Europameisterschaften           | 4.   | 8.   |      | 6.   |
| Österreichische Meisterschaften | 3.   | 3.   | 2.   | 2.   |